# 哈代-李特爾伍德極大函數
數學上，一個局部可積函數的哈代－李特爾伍德極大函數（Hardy–Littlewood maximal function）在一點的值，是所有以該點為中心的球上函數的平均值的上確界。

## 定義
對一個在{\displaystyle \mathbb {R} ^{n}}上定義的局部可積函數f，可定義其哈代－李特爾伍德極大函數Mf如下
{\displaystyle Mf(x)=\sup _{r>0}{\frac {1}{m(B(x,r))}}\int _{B(x,r)}|f(y)|dm(y)}
（Mf(x)可能是{\displaystyle \infty }。） 其中m是{\displaystyle \mathbb {R} ^{n}}上的勒貝格測度。

## 性質
Mf(x)是下半連續函數。

### 證明
對任何{\displaystyle x\in \mathbb {R} ^{m}}，可假設Mf(x) > 0。（否則幾乎處處f=0）
任意取0 < c < Mf(x)。從Mf定義知存在r > 0使得
{\displaystyle c_{1}:={\frac {1}{m(B(x,r))}}\int _{B(x,r)}|f(y)|dm(y)>c}
存在{\displaystyle \delta >0}使得{\displaystyle (r/(r+\delta ))^{n}>c/c_{1}}。
對任何{\displaystyle x'\in B(x,\delta )}，有{\displaystyle B(x,r)\subset B(x',r+\delta )}
所以
{\displaystyle {\begin{aligned}&Mf(x')\\&\geq {\frac {1}{m(B(x',r+\delta ))}}\int _{B(x',r+\delta )}|f(y)|dm(y)\\&\geq {\frac {1}{m(B(x',r+\delta ))}}\int _{B(x,r)}|f(y)|dm(y)\\&={\frac {1}{m(B(x',r))}}\left({\frac {r}{r+\delta }}\right)^{n}\int _{B(x,r)}|f(y)|dm(y)\\&={\frac {1}{m(B(x,r))}}\left({\frac {r}{r+\delta }}\right)^{n}\int _{B(x,r)}|f(y)|dm(y)\\&>c_{1}\cdot {\frac {c}{c_{1}}}=c\end{aligned}}}
因此Mf是下半連續。

## 哈代－李特爾伍德極大不等式
設{\displaystyle f\in \mathrm {L} ^{1}(\mathbb {R} ^{n})}為可積函數，對任何常數{\displaystyle c>0}，有不等式
{\displaystyle m(\{Mf>c\})\leq {\frac {3^{n}\|f\|_{\mathrm {L} ^{1}}}{c}}}

### 證明
對每個在集合{\displaystyle \{Mf>c\}}內的點x，都有{\displaystyle r_{x}>0}，使得
{\displaystyle {\frac {1}{m(B(x,r_{x}))}}\int _{B(x,r_{x})}|f(y)|dm(y)>c}
設K為{\displaystyle \{Mf>c\}}內的緊集。開球{\displaystyle (B(x,r_{x}))_{x\in K}}是K的一個開覆蓋。因K緊緻，存在有限子覆蓋{\displaystyle (B(x_{i},r_{i}))_{i=1}^{N}}。（{\displaystyle r_{i}:=r_{x_{i}}}）
用維塔利覆蓋引理，這有限子覆蓋中存在子集{\displaystyle (B(x_{i_{j}},r_{i_{j}}))_{i_{j}}}，當中的開球兩兩不交，而且將這些開球的半徑增至三倍後{\displaystyle B(x_{i_{j}},3r_{i_{j}})}可以覆蓋K。於是
{\displaystyle {\begin{aligned}m(K)&\leq \sum _{i_{j}}m(B(x_{i_{j}},3r_{i_{j}}))\\&=\sum _{i_{j}}3^{n}m(B(x_{i_{j}},r_{i_{j}}))\\&<\sum _{i_{j}}{\frac {3^{n}}{c}}\int _{B(x_{i_{j}},r_{i_{j}})}|f(y)|dm(y)\\&\leq {\frac {3^{n}}{c}}\int _{K}|f(y)|dm(y)\\&\leq {\frac {3^{n}\|f\|_{\mathrm {L} ^{1}}}{c}}\end{aligned}}}
上式第四行的不等式使用了開球兩兩不交性質。從勒貝格測度的內正則性，集合{\displaystyle \{Mf>c\}}的測度等於在其內的所有緊集的測度的上確界，故有
{\displaystyle m(\{Mf>c\})=\sup _{K}m(K)\leq {\frac {3^{n}\|f\|_{\mathrm {L} ^{1}}}{c}}}

## 應用
哈代－李特爾伍德極大不等式可以用來證明勒貝格微分定理。